# デゼル
デゼル（欧字名:Des Ailes、2017年2月18日 - ）は、日本の競走馬。2021年の阪神牝馬ステークスの勝ち馬である。
馬名の意味は、フランス語で翼。

## 戦績

### デビュー前
1歳時に放牧中の事故により左後肢飛節上部脛骨遠位骨折を発症、その直後に右後肢飛節の関節炎を患うなど、既に開始されていた社台サラブレッドクラブでの募集をいったん停止しなければならないほどにデビューを危ぶまれる状況であった。

### 3歳（2020年）
3月15日阪神の3歳未勝利戦（芝1800m）で武豊を背に1番人気で出走。スタートで後手を踏み後方から追走すると、最後の直線で上がり最速34秒4の末脚を繰り出して勝利しデビュー戦を飾った。続く5月3日のスイートピーステークスでは後方待機策から直線で鋭く脚を伸ばすと後続に1馬身3/4差つけ快勝しオークスへの優先出走権を獲得した。迎えた5月24日のオークスではデアリングタクトに次ぐ2番人気で出走、後方追走も直線で伸びを欠いて11着に沈んだ。
秋に入り、9月20日のローズステークスでは出遅れて後方からレースを進め、最後の直線ではメンバー最速となる上がり3ハロン33秒8の末脚で追い込むも4着に終わり、3歳シーズンを終えた。

### 4歳（2021年）
1月11日中山の迎春ステークスでは好位追走から直線で脚を伸ばすものの3着。続く初音ステークスでは道中後方追走からしぶとく脚を伸ばすと最後はシングフォーユー1馬身差つけて勝利、3勝目をマークする。4月10日の阪神牝馬ステークスでは道中中団のやや後ろを追走すると、直線で外から脚を伸ばし最後はマジックキャッスルをクビ差かわして快勝し、重賞初制覇を果たした。次走のヴィクトリアマイルは4番人気で挑んだが後方待機から伸びきれず8着に敗れた。
秋に入り、10月16日の府中牝馬ステークスでは2番人気に支持されたが見せ場なく16着。	続くエリザベス女王杯でも8着に終わり、4歳シーズンを終えた。

### 5歳（2022年）
5歳初戦として、GIII愛知杯に出走。レースでは、最後の直線で脚を伸ばすも勝ち馬ルビーカサブランカには及ばず3着に敗れた。
続いて、連覇のかかるGII阪神牝馬ステークスに出走。2番人気で迎えたレースでは、向正面で馬群の中で脚をため、直線後方外から上がり33秒7の脚で追い詰めたが3着に敗れた。
5月15日のヴィクトリアマイルでは道中好位追走も直線で失速し15着に沈んだ。レース後、脚に異常が見つかり検査の結果、左前脚浅屈腱炎を発症していることが判明。クラブの規定による翌年3月の引退期限までに復帰することが困難と判断され引退することになった。引退後は生まれ故郷の社台ファームで繁殖牝馬となる。

## 競走成績
以下の内容は、JBISサーチおよびnetkeiba.comに基づく。
| 競走日     | 競馬場 | 競走名           | 格   | 距離（馬場）  | 頭 数 | 枠 番 | 馬 番 | オッズ （人気） | 着順 | タイム （上り3F） | 着差 | 騎手        | 斤量 [kg] | 1着馬（2着馬）         | 馬体重 [kg] |
| ---------- | ------ | ---------------- | ---- | ------------- | ----- | ----- | ----- | --------------- | ---- | ----------------- | ---- | ----------- | --------- | ---------------------- | ----------- |
| 2020.03.15 | 阪神   | 3歳未勝利        |      | 芝1800m（稍） | 16    | 1     | 2     | 002.10（1人）   | 01着 | R1:48.7（34.4）   | -0.1 | 0武豊       | 54        | （ナリタザクラ）       | 472         |
| 0000.05.03 | 東京   | スイートピーS    | L    | 芝1800m（良） | 18    | 4     | 7     | 003.00（1人）   | 01着 | R1:47.1（32.5）   | -0.3 | 0D.レーン   | 54        | （スマートリアン）     | 468         |
| 0000.05.24 | 東京   | 優駿牝馬         | GI   | 芝2400m（良） | 18    | 1     | 1     | 005.90（2人）   | 11着 | R2:25.1（33.8）   | -0.7 | 0D.レーン   | 55        | デアリングタクト       | 460         |
| 0000.09.20 | 中京   | ローズS          | GII  | 芝2000m（良） | 18    | 7     | 15    | 005.70（4人）   | 04着 | R2:00.4（33.8）   | -0.5 | 0武豊       | 54        | リアアメリア           | 470         |
| 2021.01.11 | 中山   | 迎春S            | 3勝  | 芝2200m（良） | 16    | 4     | 7     | 003.40（1人）   | 03着 | R2:16.8（34.8）   | -0.1 | 0福永祐一   | 54        | ブラックマジック       | 486         |
| 0000.02.14 | 東京   | 初音S            | 3勝  | 芝1800m（良） | 16    | 5     | 9     | 001.70（1人）   | 01着 | R1:45.4（34.4）   | -0.2 | 0C.ルメール | 54        | （シングフォーユー）   | 482         |
| 0000.04.10 | 阪神   | 阪神牝馬S        | GII  | 芝1600m（良） | 12    | 7     | 10    | 003.10（1人）   | 01着 | R1:32.0（32.5）   | -0.0 | 0川田将雅   | 54        | （マジックキャッスル） | 476         |
| 0000.05.16 | 東京   | ヴィクトリアM    | GI   | 芝1600m（良） | 18    | 3     | 5     | 013.70（4人）   | 08着 | R1:31.9（33.2）   | -0.9 | 0川田将雅   | 55        | グランアレグリア       | 478         |
| 0000.10.16 | 東京   | 府中牝馬S        | GII  | 芝1800m（良） | 18    | 8     | 17    | 004.40（2人）   | 16着 | R1:46.9（35.2）   | -1.3 | 0川田将雅   | 55        | シャドウディーヴァ     | 482         |
| 0000.11.14 | 阪神   | エリザベス女王杯 | GI   | 芝2200m（良） | 17    | 6     | 12    | 040.40（8人）   | 08着 | R2:12.7（36.3）   | -0.6 | 0武豊       | 56        | アカイイト             | 484         |
| 2022.01.15 | 中京   | 愛知杯           | GIII | 芝2000m（良） | 16    | 6     | 12    | 010.70（6人）   | 03着 | R2:01.0（34.2）   | -0.0 | 0川田将雅   | 55.5      | ルビーカサブランカ     | 488         |
| 0000.04.09 | 阪神   | 阪神牝馬S        | GII  | 芝1600m（良） | 12    | 3     | 3     | 003.40（2人）   | 03着 | R1:33.0（33.7）   | -0.2 | 0川田将雅   | 55        | メイショウミモザ       | 484         |
| 0000.05.15 | 東京   | ヴィクトリアM    | GI   | 芝1600m（良） | 18    | 8     | 16    | 034.30（9人）   | 15着 | R1:33.2（33.6）   | -1.0 | 0藤岡康太   | 55        | ソダシ                 | 482         |

## 血統表
| デゼルの血統                     | デゼルの血統                          | デゼルの血統                     | （血統表の出典）                 | （血統表の出典） |
| 父系                             | ヘイロー系                            | ヘイロー系                       | ヘイロー系                       | [ § 2 ]          |
| 父 ディープインパクト 2002 鹿毛  | 父の父*サンデーサイレンス 1986 青鹿毛 | Halo                             | Hail to Reason                   | Hail to Reason   |
| 父 ディープインパクト 2002 鹿毛  | 父の父*サンデーサイレンス 1986 青鹿毛 | Halo                             | Cosmah                           |                  |
| 父 ディープインパクト 2002 鹿毛  | 父の父*サンデーサイレンス 1986 青鹿毛 | Wishing Well                     | Understanding                    | Understanding    |
| 父 ディープインパクト 2002 鹿毛  | 父の父*サンデーサイレンス 1986 青鹿毛 | Wishing Well                     | Mountain Flower                  |                  |
| 父 ディープインパクト 2002 鹿毛  | 父の母*ウインドインハーヘア 1991 鹿毛 | Alzao                            | Lyphard                          | Lyphard          |
| 父 ディープインパクト 2002 鹿毛  | 父の母*ウインドインハーヘア 1991 鹿毛 | Alzao                            | Lady Rebecca                     |                  |
| 父 ディープインパクト 2002 鹿毛  | 父の母*ウインドインハーヘア 1991 鹿毛 | Burghclere                       | Busted                           | Busted           |
| 父 ディープインパクト 2002 鹿毛  | 父の母*ウインドインハーヘア 1991 鹿毛 | Burghclere                       | Highclere                        |                  |
| 母 *アヴニールセルタン 2011 鹿毛 | 母の父Le Havre 2006 鹿毛              | Noverre                          | Rahy                             | Rahy             |
| 母 *アヴニールセルタン 2011 鹿毛 | 母の父Le Havre 2006 鹿毛              | Noverre                          | *ダンスールファビュルー          |                  |
| 母 *アヴニールセルタン 2011 鹿毛 | 母の父Le Havre 2006 鹿毛              | Marie Rheinberg                  | Surako                           | Surako           |
| 母 *アヴニールセルタン 2011 鹿毛 | 母の父Le Havre 2006 鹿毛              | Marie Rheinberg                  | Marie d'Argonne                  |                  |
| 母 *アヴニールセルタン 2011 鹿毛 | 母の母Puggy 2004 鹿毛                 | Mark of Esteem                   | Darshaan                         | Darshaan         |
| 母 *アヴニールセルタン 2011 鹿毛 | 母の母Puggy 2004 鹿毛                 | Mark of Esteem                   | Homage                           |                  |
| 母 *アヴニールセルタン 2011 鹿毛 | 母の母Puggy 2004 鹿毛                 | Jakarta                          | Machiavellian                    | Machiavellian    |
| 母 *アヴニールセルタン 2011 鹿毛 | 母の母Puggy 2004 鹿毛                 | Jakarta                          | Lunda                            |                  |
| 母系(F-No.)                      | アヴニールセルタン(FR)系(FN:7-a)      | アヴニールセルタン(FR)系(FN:7-a) | アヴニールセルタン(FR)系(FN:7-a) | [ § 3 ]          |
| 5代内の近親交配                  | Northern Dancer 5 × 5 = 6.25%         | Northern Dancer 5 × 5 = 6.25%    | Northern Dancer 5 × 5 = 6.25%    | [ § 4 ]          |
| 出典                             | 1. 2. 3. 4.                           | 1. 2. 3. 4.                      | 1. 2. 3. 4.                      | 1. 2. 3. 4.      |

- 母アヴニールセルタンは仏のGIプール・デッセ・デ・プーリッシュ、ディアヌ賞の勝ち馬。